# Patrulha do Destino
A Patrulha do Destino (Doom Patrol, no original) é um grupo de super heróis de história em quadrinhos da DC Comics, criados por Arnold Drake, Bob Haney e Bruno Premiani em 1963. O time foi modificado e ganhou remodelações em diversas oportunidades.
Existem algumas semelhanças entre o Patrulha do Destino original e os X-Men originais da Marvel Comics. Ambos incluem super-heróis marginalizados pela sociedade e ambos são liderados por homens de inteligência sobrenatural confinados a cadeiras de rodas. Estas semelhanças levaram o autor da série Arnold Drake a argumentar que o conceito de X-Men possa ter sido baseada no da Patrulha do Destino.
O grupo ganhou maior relevância durante a fase escrita por Grant Morrison, iniciada em 1989. Utilizando-se de elementos de surrealismo, dadaísmo entre outros, o escritor renovou os personagens e foi bem elogiado. Posteriormente, o título foi relançado com novos escritores, como John Acurdi, John Byrne e Keith Giffen, mas sem alcançar o mesmo impacto. Em 2016, o grupo ganhou uma nova reinterpretação no selo Young Animal, comandado pelo músico e escritor Gerard Way, com histórias escritas pelo próprio Way e ilustrações de Nick Derington.
A Patrulha do Destino foi adaptada numa série live-action, que estreou em 2019.

## A Patrulha do Destino original
A primeira aparição da Patrulha do Destino foi na edição Nº 80 (junho, 1963) da revista My Greatest Adventure, um título que apresentava histórias sobrenaturais, que na época estava pouco a pouco sendo convertida em uma revista de super-heróis. O roteirista Arnold Drake recebeu a tarefa de criar um grupo capaz de ser encaixado nos dois gêneros. Com a ajuda do roteirista Bob Haney e do desenhista Bruno Premiani, Drake criou a Patrulha do Destino, um time de heróis superpoderosos que eram considerados aberrações pela maior parte do mundo. Nessa primeira encarnação, a Patrulha do Destino consistia em:
- O Chefe: Dr. Niles Caulder, um paraplégico dono de um intelecto genial. Caulder usava sua vasta sabedoria científica para elaborar várias invenções e inovações. Foi Caulder quem criou a Patrulha do Destino para proteger os inocentes, combater o crime e lutar contra o mal.
- Mulher-Elástica: Rita Farr era uma atriz que foi exposta à estranhos gases vulcânicos durante uma filmagem na África. Quando Farr se recuperou, descobriu que podia aumentar ou diminuir o tamanho de seu corpo, adquirindo proporções descomunais. Mais tarde ela viria a dominar seu poderes a ponto de poder mudar o tamanho de membros individualmente.
- Homem-Negativo: Larry Trainor era um piloto que pilotou um avião experimental na atmosfera terrestre. Trainor foi atingido por radiação cósmica, e quando pousou, descobriu que seu corpo havia se tornado radioativo. Trainor também se tornou capaz de emitir de seu corpo uma silhueta controlável que ele apelidou de Homem Negativo. O Homem Negativo, que pode voar e atravessar a matéria, só podia ficar fora do corpo de Trainor por no máximo um minuto. Caulder desenvolveu bandagens especiais para conter a radiação do corpo de Trainor para que ele pudesse interagir tranquilamente com os outros.
- Homem-Robô: Cliff Steele era um atleta mundialmente famoso que foi dado como morto em um acidente de carro durante uma corrida. Caulder conseguiu transferir o cérebro de Steele para um corpo robótico invulnerável e que possui super força.

A primeira Patrulha do Destino, amargurada por serem isolados pelo mundo, eram motivados por Caulder para usarem seus poderes pelo bem. A série foi um sucesso, e na edição 86, My Greatest Adventure foi rebatizada oficialmente de The Doom Patrol (nome original da Patrulha do Destino).
Os heróis incomuns da Patrulha do Destino combinavam com o tom estranho da série. Entre os vilões que eles combatiam, estavam o imortal General Immortus, o metamorfo Homem Animal Vegetal Mineral, e a Irmandade Negra, liderada pelo Cerébro, um cérebro de verdade que era mantido vivo graças a tecnologia. A Irmandade do Mal também incluía também o gorila inteligente Monsier Mallah e a metamorfa Madame Rouge. Logo, a Patrulha do Destino viria a adquirir mais dois membros:
- Mento: Steve Dayton, um dos homens mais ricos do mundo, construiu um capacete para ampliar suas habilidades mentais. Adotando o nome Mento, Dayton adotou essa identidade para impressionar a Mulher Elástica, por quem havia se apaixonado. Seus planos deram certo, e na edição nº 104 de Doom Patrol (junho de 1966), Mento e Mulher Elástica se casaram.
- Mutano: Logo, eles adotariam Garfield Logan, um órfão capaz de se transformar em qualquer animal. Usando o nome Mutano, Logan também viria a se juntar a Patrulha (ele também fez parte dos Jovens Titãs, equipe atual), ajudando-os em diversas ocasiões.

Quando a popularidade da revista caiu e, eventualmente, foi cancelada, Drake encerrou a série de uma forma dramática — ele matou a Patrulha do Destino.
Na edição Nº 121 (setembro-outubro de 1968), a Patrulha do Destino se sacrificou para salvar um pequeno vilarejo de pescadores em Maine. O artista Bruno Premiani e o editor Murray Boltinoff apareceram no início e no fim da história, pedindo aos fãs para escreverem para a DC para que ressuscitassem a equipe. Apesar dos esforços dos criadores, a volta da Patrulha do Destino só aconteceria nove anos depois.

## A nova Patrulha do Destino
Na edição Nº94 da revista Showcase (agosto-setembro de 1977), uma nova Patrulha do Destino foi apresentada. Foi revelado que o único sobrevivente da explosão que matou a equipe foi o Homem-Robô. Ele se uniu a uma nova Patrulha do Destino, ao lado de:
- Celsius: Arani Desai Caulder, que afirmava ser a esposa de Niler Caulder, Foi a fundadora da nova equipe. Possuía a habilidade de gerar rajadas de energia quente ou fria.
- Vendaval: Joshua Clay era um meta-humano capaz de disparar rajadas energéticas de suas mãos. Clay usava essa habilidade para voar e atacar.
- Mulher Negativa: Nessa edição foi revelado que o Homem Negativo liberou sua forma energética em seus últimos momentos de vida. O ser negativo formou um casulo de proteção, destruído quando a piloto Valentina Vostok colidiu com ele. A energia se infiltrou no corpo de Vostok, e ela se tornou uma hospedeira para o ser negativo, tornando-se a Mulher Negativa. Seus poderes são os mesmos do Homem Negativo, mas diferente de seu antecessor a Mulher Negativa pode falar enquanto está em sua forma energética e sem a restrição de tempo quando fora do seu corpo. Inicialmente Valetina não usava bandagens, assim como Larry Trainor.

Durante pouco tempo, o Homem-Robô usou um novo e futurista corpo robótico, mas logo retornou a sua forma original após duas edições. Essa nova versão durou poucos números na Showcase, passando depois a fazer uma série de aparições em outros títulos da DC, estando ao lado do Superman quando Valentina Vostok perdeu controle do seu alter ego, e Supergirl enfrentou o vilão Reactron e Esquadrão Suicida. O Homem Robô também fazia aparições ocasionais nos Novos Titãs de Marv Wolfman e George Perez onde juntos enfrentam os membros da Patrulha original.Esta formação também apareceu em Crise nas Infinitas Terras, A Mulher Negativa inclusive estava com os heróis na combate ao Antimonitor no universo de antimatéria.
A Eclipse Comics lançou em 1984 uma coletânea de duas partes (com capas de John Byrne) que incluia todas as aparições da equipe desde seu surgimento até sua última aparição antes do retorno da década de 1980.
No final da década de 1980, houve outro retorno, iniciado pelo fã de longa data e roteirista Paul Kupperberg, Erik Larsen e o artista Steve Lightle. Depois de 18 edições (e vários crossovers e edições especiais) de histórias típicas de super-heróis.
Esta formação traria novos membros:
- Karma: Wayne, que tinha o poder mental que confundia seus inimigos distorcendo a sua percepção o que o tornava quase intocável
- Blaze: Scotth Fisher: Capaz de desintegrar objetos e de se inflamar, infelizmente seus poderes nunca chegaram a ser completamente explorados.
- Lodstone Rhea Jones: Possui poderes magnéticos

Nessa fase toma-se conhecimento que o Chefe e Larry Trainor o Homem Negativo Original, estavam vivos.
Durante os eventos da mini série Invasão, A Mulher Negativa perde seus poderes e se aposenta, Trainor sobre uma acidente e fica internado, Scotth Fisher morre de Leucemia adquirida devido a seus poderes e acelerada pela Bomba Genética, aliás ele foi o único meta-humano que morreu vítima da bomba ou provavelmente de sua leucemia causada pelos seus poderes que se descontrolaram durante a explosão da bomba, Rhea Jones entra em coma, Arani Morre combatendo alienígenas no fundo do mar com Aquaman e dos Demônios do Mar,em verdade ela praticamente se suicida desnecessariamente, Cliff se interna num hospital para malucos e apenas vendaval(Tempest, seu nome original antes mesmo de aqualad usá-lo) escapou ileso.
Kupperberg foi substítuido por Grant Morrison a partir da edição 19.

## A Patrulha do Destino de Grant Morrison
Ao lado do Homem-Robô (recuperado de um colapso nervoso por causa de sua condição e que agora preferia ser chamado pelo seu nome real, Cliff Steele) e Niles Caulder, havia Crazy Jane (Kay Challis), outrora paciente mental que sofria de múltipla personalidade, aonde cada identidade possuía superpoderes diferentes, e Rebis, um sucessor do Homem Negativo (o espírito negativo procurou Larry Traynor e se fundiu com a Dra. Eleanor Poole, criando um hospedeiro hermafrodita para habitar). De volta à equipe estavam Joshua Clay, o Tempestade, que desistiu da carreira de super-herói para ser um auxiliar e médico do grupo. Havia também a garota desfigurada com cara de macaco Dorothy Spinner, que tinha a habilidade de criar manifestações físicas de sua imaginação, e Danny a Rua (The Street), uma avenida com sentimentos.
Na Fase de Morrisom Cliff Stelle ficou sabendo que os desastres sofridos por Rita Farr, Larry Trainor e ele foram criados pelo Chefe (Niles Caulder), que de fato Arani era esposa de Niles e o soro da imortalidade estava comendo o seu cérebro (por isso ela era tão instável). Danny The Street, vira Danny The World e Crazy Jane vai viver lá.A Patrulha conhece Flex Mentallo, Cérebro e Mallah se assumem Gays, O Chefe mata Josh (Tempest), Rhea Jones retorna do coma deformada e deixa o grupo indo para uma estrela, Niles Caulder enlouquece e tenta modificar o mundo com nanomáquinas mas é decepado pela entidade Candle Maker que era uma dos amigos imaginários de Dorothy Spinner. Ela descobriu ser capaz de dar forma a esses construtos após os eventos da bomba genética em Invasão. Rebis é dado como morto mas retorna num novo corpo e juntos com a Patrulha derrota a entidade.
Ainda nessa fase o cérebro de Cliff é destruído pelo Candle Maker mas o que a entidade não sabia é que Calder havia transferido os padrões mentais de Cliff para um disquete, tornando-o ainda menos humano.
A partir da edição 19 Morrison usou a saga Invasão para reiniciar tudo (Kupperberg concordou a ajudar Morrison em reescrever personagens que ele não queria usar) e levou a Patrulha do Destino e os heróis de quadrinhos a lugares que eles raramente chegaram, incorporando sociedades secretas bizarras, elementos de dadaísmo, surrealismo e a técnica de recortes iniciada por William S. Burroughs e Brion Gysin; as ideias de Jorge Luis Borges também foram aproveitadas. Morrison e o artista Richard Case fizeram uma reviravolta no título e a série rapidamente ganhou status de cult, mas foi reprovada por alguns que a acharam incompreensível.
Ao longo da série, algumas edições eram dedicadas a paródias e homenagens. A edição 53 trazia uma sequência de um sonho que imitava o Quarteto Fantástico de Stan Lee e Jack Kirby, em especial o arco de histórias com Galactus. Outro especial, chamado de Doom Force, foi lançado como edição especial à parte, satirizando o X-Force de Rob Liefeld. A edição 45 parodiou o Justiceiro da Marvel Comics.
A Patrulha do Destino de Morrison se deparou com:
- Red Jack: um ser quase onipotente que sequestrou Rhea Jones que estava em coma e que acredita que ela era Jack, o Estripador e Deus. Ele vive em uma casa sem janelas, aonde ele tortura borboletas. Sem dor, ele é incapaz de se materializar no mundo. Red Jack foi baseado em Jack Gurney, personagem de Peter O'Toole no filme The Ruling Class (1972), um filme que Morrison afirma adorar.
- A Irmandade do Dadaísmo, que enfrenta a razão e a realidade, guiada pelo Sr. Ninguém, um vilão surrealista.
- Os Homens-Tesoura, seres de um cidade de contos de fada real chamada Orgwith que corta seus inimigos para fora da realidade.
- O Culto do Livro Não-Escrito. Esse culto gigantesco e fanático fica localizado numa cidade-fantasma alemã, e planeja invocar um ser que é o oposto de Deus.
- A Pintura Que Devorou Paris.
- O alienígena Ortodoxo.
- O Caçador de Barbas, um assassino psicótico com a preferência de matar homens barbados (Uma parodia do Justiceiro da Marvel).
- Sr. Jones, um agente fugido do Pentágono, e agente da N.O.W.H.E.R.E..

Morrison deixou a série na edição 63, substituído por Rachel Pollack, cuja primeira edição foi também a primeira sob o selo Vertigo. Os personagens remanescentes da fase anterior foram Cliff Steele, Niles Caulder (agora reduzido a uma cabeça decepada, geralmente mantida em uma bandeja com gelo), e Dorothy Spinner. Os novos membros são Coagula (Kate Godwin), uma mulher (em verdade uma transexual) com o poder de coagular ou dissolver qualquer substância, ela adquiriu seus poderes após se relacionar com Rebis, tentou entrar na Liga da Justiça e foi recusada.Havia também um casal de "fantasmas" que acompanham o grupo e viviam enrolados por faixas,a Mansão que a Patrulha vivia era assombrada, a Coagula e Cliff Stelle começam a se relacionar, A nova fase não foi bem recebida pelo público em geral, os desenhos eram péssimos e as vendas caíram. Pollack continuou no título até seu cancelamento na edição Nº 87, em fevereiro de 1995.

## A quarta Patrulha do Destino
Em dezembro de 2001, um quarto título com a Patrulha do Destino foi lançada pelo roteirista John Arcudi e pelo artista Tan Eng Huat. O início da série também marcou a volta do título na DC Comics. A série, aonde o Homem-Robô liderou um novo time de jovens heróis, durou apenas 22 edições. Os novos membros foram:
- Homem Negativo II (Ted Bruder).
- Kid Slick (Vig Darge).
- Fever (Shyleen Lao).
- Freak (Ava).

Nessa fase, os leitores ficaram sabendo o que havia acontecido com a Patrulha do Destino anterior, Doroth Spinner sofre um colapso e explode o que havia restado da Patrulha, morrendo no processo, além dela, Kate Goldsmith a Coagula e Cliff Stelle que é dado por morto durante quatro anos. Mutano, Metamorfo, Doutora Luz e Homem Elástico fazem participações na revista.
Esta Patrulha era financiada por uma empresa, algo que depois foi aproveitado em X-Force da Marvel, além disso a empresa mantinha o corpo de Dorothy vivo, mas no final da série, Cliff solicita que os médicos desliguem a máquina que a mantinha viva e a deixa descansar em paz.
Os demais integrantes, seguiram sozinhos já que agora não eram financiados mais.

## A Patrulha do Destino de John Byrne
Em 2004, uma nova série com a Patrulha do Destino foi lançada, a partir de uma aparição em Justice League of America. A quinta série foi escrita e ilustrada por John Byrne, com arte final de Doug Hazlewood. Com o slogan "Juntos novamente pela primeira vez!", Byrne gerou controvérsia entre os fãs antigos da Patrulha do Destino por estar reiniciando a série, eliminando a continuidade da Era de Prata. Esse retorno também eliminou a origem de Mutano e várias outras aparições importantes da Patrulha, incluindo a reunião de Mutano e Homem Robô na década de 1980 nos Novos Titãs e o papel importante da equipe em Liga da Justiça: Ano Um. Isso também afetou alguns fãs de Morrison, mas os editores da DC negaram que a formação clássica da equipe deva ser considerada como tal, já que as tentativas de manter a continuidade foram fracassos. A série foi cancelada na 18ª edição.
Nessa série, o Chefe, a Mulher Elástica, o Homem-Robô, e o Homem Negativo se uniram a quatro novos membros:
- Grunt, um adolescente que teve sua mente transferida para o corpo de um gorila de quatro braços.
- Nudge (Mi-Sun Kwan), uma adolescente com poderes telepáticos.
- Vortex, um ser de energia.
- Faith, ex-Liga da Justiça, telecinética, capaz de voar, comandar energia e inspirar confiança em todos ao seu redor.

O Destino desses novos integrantes até o momento permanece um mistério, exceto por Vortex que no fim da série retornou a seu planeta de origem e Faith que permaneceu na Patrulha apenas nas primeiras edições.

## Crise Infinita
Para não desvalorizar por completo a impopular série de Byrne, a DC usou seu mega-crossover, Crise Infinita, para explicar tudo o que ocorreu. Superboy Prime e Alexander Luthor Jr criaram fendas temporais que se espalharam pela realidade, alterando alguns aspectos, como desfazer a morte de Jason Todd. No caso da Patrulha do Destino, a história foi alterada de tal modo que eles sobreviveram aonde se sacrificaram, levando a uma versão alternativa da realidade, que é a versão de Byrne. Enquanto ajudava os Novos Titãs contra o Superboy Prime, os membros da Patrulha do Destino tiveram flashbacks de sua história original; Homem-Robô e Niles Caulder recuperaram suas memórias das outras versões da Patrulha do Destino das quais fizeram parte.

## 52, O ano perdido após a Crise Infinita
Após a crise infinita, a cronologia da DC sofreu um pulo de 1 ano, após a crise infinita, Mutano liderou os várias formações dos Titãs que não duraram muito, frustrado se uniu a Patrulha do Destino para reatar o relacionamento com seu pai Mento e sua Mãe Elasti-Girl, enquanto isso vários heróis retornavam do espaço após enfrentarem o enlouquecido Alexander Luthor,porém problemas no teleporte fizeram que os ex-titãs Arauto e Abelha sofressem alterações, Arauto teve a sua arma, a trombeta de Gabriel fixada aonde ficava suas cordas vocais, após a mesma explodir a sua frente, tornando se incapaz de falar, Niles Caulder o ajudou porem o mesmo passou a ser capaz de gerar portas usando o aparelho que substitui suas cordas vocais para pronunciar palavras, e assumiu o nome de Vox, Abelha por sua vez foi reduzida ao tamanho de um inseto sem poder voltar ao tamanho normal, Vox e Abelha concordaram em se unir a Patrulha do Destino.
Também é Revelado que a Patrulha estava vivendo num propriedade de Steve Dayton (O Mento) e são mostrados quadros nas paredes com fotos de Scotth Fischer e Doroth Spinner, mas nenhuma pista é dada sobre o que aconteceu com eles, se estão vivos ou se também voltaram da morte, além disso é podemos ver Crazy Jane num portal para Danny's The World(No final da fase Morrisson Danny The Street se Tornou Danny The World em outra dimensão).

## Crise Final
Durante os eventos de Crise Final, Fever morre nas mãos do Clube de Luta de Darkseid, liderado pelo novo Rei Relógio.
Homem Robô junto com membros da liga da Justiça enfrentam o enlouquecido ex-titã Jericó que tentou matar vários parlamentares e possuí temporariamente o Lanterna Verde Hal Jordan.

## A Patrulha do Destino de Keith Giffen
A Patrulha do Destino de Keith Giffen traz os integrantes originais (Homem Robô, Homem Negativo e Mulher Elástica) em conjunto com personagens criados por Jonh Byrne (Grunt e Nudge) na primeira edição da revista Nudge é aparentemente assassinada e Grunt desaparece levando seu corpo, Bumblebee (Abelha no Brasil) aparece em alguns edições em participações discretas, Mento na terceira edição e é citado que ele vem usando seus poderes mentais para manipular Rita Farr (a Mulher Elástica), em seguida durante os eventos da Noite mais Densa, Celsius, Tempest (Vendaval no Brasil) e Negative Woman (Mulher negativa) voltam a vida como Lanternas negros e atacam a Patrulha, outros integrantes falecidos não aparecem na historia, mas acredita-se que Doroth Spinner, Coagula, Scotth Fisher, Karma e Ferver continuem mortos.

## Fora dos quadrinhos
A Patrulha do Destino, com Homem Negativo, Homem Robô, Mento e Mulher Gigante, apareceram em "Homecoming", um episódio em duas partes da quinta temporada de Jovens Titãs (série animada dos Novos Titãs) Mutano já fazia parte da equipe dos Titãs.
A Patrulha do Destino aparece na série de TV live-action Titans, lançada em 2018. Antes mesmo do lançamento de Titans, foi anunciado que a Patrulha do Destino teria sua própria série, que estreou em fevereiro de 2019, no serviço de streaming DC Universe.